# Damnation (zespół muzyczny)
Damnation – polska grupa muzyczna wykonująca death metal, powstała 1991 roku w Sopocie. Formacji przewodzi gitarzysta Leszek „Les” Dziegielewski, autor tekstów i główny kompozytor. Do 2003 roku ukazało się trzy albumy studyjne grupy oraz szereg pomniejszych wydawnictw. Rok później formacja zakończyła działalność.
W 2013 roku grupa wznowiła działalność.  

## Historia
Zespół powstał jesienią 1991 roku w Sopocie. W 1993 roku ukazało się pierwsze demo zatytułowane Everlasting Sickness. Materiał został nagrany w Studio 8 w lutym 1993 roku. Kaseta przyniosła formacji zainteresowanie sprzedając się w nakładzie 800 egzemplarzy. Rok później ukazało się drugie demo pt. Forbidden Spaces. W czerwcu 1995 roku nakładem Pagan Records ukazał się pierwszy album zespołu zatytułowany Reborn.... Album został nagrany we współpracy z Krzysztofem Maszotą. Autorem fotografii na okładce był Artur Lech. 
W 1996 roku nakładem Last Epitaph ukazał się drugi album pt. Rebel Souls. Wydawnictwo zostało zarejestrowane na przełomie kwietnia i maja 1996 roku we współpracy z producentem Robertem Hajdukiem. Mastering wykonał Grzegorz Piwkowski w High End Audio. 
Rok później ukazał się split Damnation z Behemoth pt. And the Forests Dream Eternally/Forbidden Spaces. Natomiast pod koniec roku ukazał się minialbum pt. Coronation. W nagraniach wziął udział lider grupy Behemoth - Adam Darski. W 1998 roku ukazało się demo pt. Promo 1998. Nowe kompozycje zostały nagrane w olsztyńskim Selani Studio we współpracy z Andrzejem Bombą. Z kolei w kwietniu zespół zagrał szereg koncertów w Polsce wraz z formacją Lux Occulta.
W 2000 roku ukazał się trzeci album pt. Resist. Nagrania odbyły się w lipcu 1999 roku P.J. Studios ponownie we współpracy z Robertem Hajdukiem. Mastering wykonał Jacek Puchalski w Radiu Gdańsk. Gościnnie w nagraniach wziął udział Wojtek Lisicki, członek Luciferion i Lost Horizon. 
W ramach promocji, na przełomie kwietnia i maja zespół odbył europejską trasę koncertową wraz z holenderskim Severe Torture, natomiast w czerwcu wraz z Dying Fetus i niemieckim Orth. W 2001 roku jako muzyk koncertowy do zespołu dołączył Bartłomiej „Bruno” Waruszewski, ówczesny członek formacji Azarath. W 2003 roku ukazały się dwie kompilacje nagrań zespołu pt. Demonstration Of Evil i Resurrection Of Azarath.

## Dyskografia
| Albumy studyjne - Reborn... (1995, Pagan Records) - Rebel Souls (1996, Last Epitaph) - Coronation (EP, 1997, Last Episode) - Resist (2000, Dark Realm, Cudgel Records, Metal Mind) Dema - Everlasting Sickness (1993, wydanie własne) - Forbidden Spaces (1994, wydanie własne) - Promo 1998 (1998, wydanie własne) |  | Kompilacje różnych wykonawców - Czarne zastępy – W hołdzie Kat (1998, Pagan Records) - Scream Forth Blasphemy - A Tribute to Morbid Angel (2000, Dwell Records) - King Diamond Tribute (2000, Necropolis Records) Kompilacje - Demonstration of Evil (2003, Time Before Time) - Resurrection of Azarath (2003, Conquer Records) - Demo(n)s (2015, Witching Hour Productions) Splity - And the Forests Dream Eternally/Forbidden Spaces (1997, Split z Behemoth, Last Episode) |